# Carl Brisson
Carl Brisson (né Carl Pedersen le 24 décembre 1893 à Copenhague, mort le 25 septembre 1958) est un acteur et chanteur danois.

## Biographie
Il est apparu dans 12 films muets entre 1918 et 1935, dont deux films d'Alfred Hitchcock. Il a été sous contrat avec Paramount Pictures entre 1933 et 1936. Avant d'être acteur, il était boxeur, et avait été champion du Danemark. Son fils Frederick était marié avec l'actrice Rosalind Russell.

## Filmographie partielle
- 1918 : De mystiske fodspor de A. W. Sandberg
- 1927 : Le Ring d'Alfred Hitchcock
- 1929 : Hjärtats triumf de Gustaf Molander
- 1929 : The Manxman d'Alfred Hitchcock
- 1930 : Song of Soho de Harry Lachman
- 1930 : Knowing Men d'Elinor Glyn
- 1934 : Rythmes d'amour (Murder at the Vanities) de Mitchell Leisen
- 1934 : Two Hearts in Waltz Time de Carmine Gallone et Joe May
- 1935 : Sa Majesté s'amuse (All the King's Horses), de Frank Tuttle
- 1935 : Ship Cafe (en) de Robert Florey